# Erzurumspor FK
Maillots
L'Erzurumspor Futbol Kulübü, fréquemment appelé Erzurumspor FK, est un club omnisports turc basé à Erzurum. Sa section la plus connue est celle du football, dont l'équipe principale évolue en 1.Lig (D2) pour la saison 2024-2025. Il comprend d'autres sections comme le hockey sur glace et le canoë-kayak.

## Histoire
Un club de football est créé en 1967, sous le nom de Erzurum Gençler Birliği Gençlik Spor kulübü puis renommé en Erzurum 3 Temmuz Belde Spor Gençlik Kulübü, il évolue dans les divisions amateurs à l'ombre de l'autre club de la ville, Erzurumspor, jusqu'en 2005, où la municipalité rachète le club et fonde le club actuel.

### Dates
- 2005 : Fondation du club sous le nom de Erzurum Büyükşehir Belediyespor ou Erzurum BB.
- 2010 : Le club rival d'Erzurumspor fait faillite, Erzurum BB s'approprie le nom d'Erzurumspor pour lui succéder, et malgré l'opposition de la fédération, le club garde la dénomination Erzurumspor en reprenant même les couleurs de ce dernier.
- 2011 : promotion du club en quatrième division et début du professionnalisme.
- 2014 : Changement de nom en  Büyükşehir Belediye Erzurumspor pour rappeler le nom du club d'Erzurumspor disparu en 2011.
- 2016 : Promotion en troisième division de Turquie, dès sa première saison le club réussit une nouvelle promotion via les play offs.
- 2017 : Dans sa nouvelle saison en deuxième division le club termine 5e mais s'assure de nouveau la promotion après les play offs et évolue en 2018-2019 en Süper Lig.
- 2022 : Changement de nom en Erzurumspor Futbol Kulübü[1].